# 新潟県立直江津工業高等学校
新潟県立直江津工業高等学校（にいがたけんりつ なおえつこうぎょうこうとうがっこう、英: Niigata Prefectural Naoetsu Technical High School）は、かつて新潟県上越市下門前にあった県立工業高等学校。
2003年（平成15年）に新潟県立高田工業高等学校と統合して新潟県立上越総合技術高等学校となり、2005年（平成17年）3月末に閉校した。

## 沿革
- 1964年（昭和39年）4月1日 - 新潟県立直江津工業高等学校として開校。全日制機械科、化学工学科を設置。
- 1965年（昭和40年）4月1日 - 全日制電気科、定時制機械科を設置。
- 1969年（昭和44年）3月31日 - 定時制を閉課。
- 1991年（平成3年）4月1日 - 機械科を電子機械科に転科。
- 2003年（平成15年）4月1日 - 新潟県立直江津工業高等学校と新潟県立高田工業高等学校が統合して、新潟県立上越総合技術高等学校となる。
- 2005年（平成17年）3月31日 - 閉校。

## 所在地
- 〒942-0063 新潟県上越市下門前586

## 著名な出身者
- 笠原敦郎 - 元プロ野球選手（大洋ホエールズ）